# Francisco Aguilar y Leal
Francisco Aguilar y Leal (1776, Santa Cruz de Tenerife, Canarias, España-1840, Montevideo) fue un  comerciante español cuya actuación pública se desarrolló durante la Revolución Oriental y la independencia uruguaya. También ocupó los cargos de alcalde de Maldonado (1829 a 1830), administrador de correos (1834), diputado (1836-1838) y senador (1840) del Estado Oriental del Uruguay. 

## Biografía
Francisco Aguilar y Leal nació alrededor de 1776 en Santa Cruz de Tenerife, (Canarias, España). Provenía de una familia burguesa y realizó sus estudios comerciales en Inglaterra. Más tarde, tras convertirse en comerciante, se trasladó a Arrecife, en la isla de Lanzarote. Fue en esa ciudad donde, en 1808, alquiló una expedición de 200 personas de la isla con destino a Montevideo, Uruguay, iniciando así la emigración canaria desde las islas orientales hacía esa ciudad (después de la emigración canaria que tuvo lugar en Uruguay en la primera mitad del siglo XVIII), que básicamente no terminará hasta 1900, emigrando más de 10 000 canarios hacia ese país en este siglo. Al poco tiempo, en 1810, se trasladó junto su esposa Luisa Bentacourt Ayala y Cabrera (natural de la Isla de Lanzarote) y a su familia a Maldonado (actual ciudad de Uruguay, del departamte homónimo). Allí, continuó trabajando como comerciante y cimentó una fortuna con los negocios agrícolas, comerciales e industriales.
Ni bien se estableció en Maldonado logró relacionarse con los notables locales y con las autoridades de la zona a través de la creación de lazos de padrinazgo y del casamiento de sus hijos, además del propio, en ese entonces principales formas de ascenso social y de inserción en la comunidad local que tenían los inmigrantes. Luego de enviudar en 1811 se casó en segundas nupcias con Catalina Pires Correa, natural de San Carlos e hija de los azorianos Francisco Pires y Rosa Correa. Posteriormente, en 1835, se casó por tercera vez con Francisca Javiera Pareja. En 1812 nació su hijo Francisco José, siendo sus padrinos el teniente gobernador de Maldonado José Obregón y Francos y su esposa Dolores Vidal. En 1817 fue padrino de bautismo de Guillermina María Coates, hija del mayor de la tropa portuguesa, el británico Guillermo Coates, apostado en la Isla Gorriti.
Sus posesiones y actividades productivas denotan su capacidad de diversificar sus negocios, otra de las características de los comerciantes y hacendados exitosos durante el dominio colonial y los primera mitad del siglo XIX. A poco de establecerse en Maldonado, se asoció con Antonio Jesús de la Fuente, español llegado a principios del siglo XIX, e instalaron una pulpería en la línea sitiadora del ejército portugués en 1811.
Fue dueño de varios barcos que realizaron el tráfico de las importaciones y exportaciones de bienes, estableciendo contactos comerciales con Londres, Brasil y Estados Unidos. En dicho rubro ya contaba con experiencia con la compra de la fragata "la Luisa", de la cual era capitán, y que salió desde Tenerife con destino Montevideo en 1810.  Fue nombrado como vicecónsul de los Estados Unidos, de Portugal y los reinos de Suecia y Noruega lo que da demuestra su capacidad de establecer vínculos comerciales en el extranjero.
A comienzos de la década de 1820 ganó la concesión de la explotación de lobos marinos, cuya piel y aceites eran fuertemente demandados en el extranjero. Desempeñó esta actividad durante doce años.  Tiempo después expandió el negocio con la pesca de ballenas en asociación con Diego Novoa, con quien también participó en la trata de esclavos llegados al puerto de Maldonado. Tiempo después, durante el primer gobierno de Fructuoso Rivera le fue cedido el derecho exclusivo de pescar y faenar a las ballenas que vivían en el Puerto de Maldonado y costas del Estado, durante 10 años, cobrando unos 75 pesos cada seis meses.
Desarrolló una activa participación en la vida política local como de los diferentes gobiernos de la Provincia Oriental y luego Estado Oriental del Uruguay. Sumó su apoyo a la Revolución Oriental desde 1811 y se opuso a la invasión luso-brasileña en 1812. En 1815 fue la primera persona en recibir la ciudadanía legal de la entonces Provincia Oriental, por parte de la Sala Capitular del Cabildo Gobernador de Montevideo.
Durante la invasión luso-brasileña fue el encargado de negociar con las tropas portuguesas la rendición de la ciudad de Maldonado. Durante esos años fue designado ministro interino de Hacienda en Maldonado, período en el cual estableció vínculos sociales y comerciales con los militares portugueses que quedaron acantonados en la isla Gorriti. 
En 1829, lo nombraron alcalde de Maldonado, cargo que ocupó hasta 1830. Durante estos años impulsó la creación de obras públicas como escuelas, cárceles e iglesias. Así también, encarnando la autoridad máxima del departamento los fernandinos, se realizó el Jura de la Constitución de 1830 ante él. En 1834, se convirtió en Administrador de Correos y en 1840, se convirtió en senador. Entre 1835 y 1840, fue también Ministro de Hacienda de la República. En estos momentos, luchó en todas las obras progresistas de Maldonado de su época, que promovieron su puerto, la agricultura y la industria. Murió en Montevideo en 1840, ejerciendo de senador.

## Trabajos de producción
En lo que respecta a sus actividades productivas en la Provincia Oriental, se destacó en la creación de fábricas de azulejos, cerámicas y baldosas y en la introducción de nuevos cultivos en Maldonado. También creó fábricas de sal y de ladrillo para la construcción. Compró también grandes propiedades en Maldonado a partir de 1811, en las que cultiva, principalmente, tabaco y papas. Sin embargo, también desarrolló plantaciones de cereales, hortalizas y vid y crio gusanos de seda.  Como ganadero, tuvo vacas, caballos y ovejas merinas., y está documentado, que tuvo haciendas, en un campo en el departamento de Paysandú, estancia o potrero del Queguay, entre el río Queguay y el arroyo Los Corrales, que a fines de la primera presidencia del Estado Oriental del Uruguay, compró Fructuoso Rivera, (donde se ubica la Estancia Buen Retiro-Castillo Morató, en mayor área).